# Айой
Айой (яп. 相生橋) — мост в районе Нака, в городе Хиросима, в Японии. Расположен на развилке рек Ота и Мотоясу, в южной части Парка мира. По форме напоминает букву «Т». Длина большего пролета составляет 123,35 м, меньшего, расположенного перпендикулярно к большему, — 62 м. Ширина составляет 40 м. По мосту проходит государственная автострада № 54 и маршрут трамвая. Соединяет с запада на восток кварталы Мото и Мотокава, а также квартал Накадзима на острове, который находится между ними. 6 августа 1945 года мост стал главной мишенью-ориентиром для авиации США во время атомной бомбардировки Хиросимы. Вторая очередь реконструкции произошла за 3 года с лишним, следующая - спустя 30 лет.

## История
Первоначально деревянный мост Айой был построен в 1877 году купцами Хиросимы и по форме напоминал букву «V». Он связывал торговые кварталы Накадзима, Саругаку и Кадзиа. Проход по нему был платный, из-за чего его прозвали Мост Дзенитори — «мост, на котором берут деньги».
В 1912 году по мосту пустили городской трамвай. Через двадцать лет его разрушило наводнением. В 1932 году старый мост отреставрировали, но трамвайный путь проложили по новому железному мосту, который построили рядом параллельно старому.
В 1934 году оба моста соединили железобетонным-мостом перемычкой. Вся конструкция стала напоминать перевернутую букву «Н». В 1938 году её V-образную деревянную часть демонтировали, в связи с чем образовался новый мост в форме буквы «Т». Эта необычная форма была очень отчетливо заметна сверху. Поэтому во время Второй Мировой войны командование авиации США выбрало Айой мишенью-ориентиром для осуществления атомной бомбардировки Хиросимы.
6 августа 1945 года в 8:15 на город была сброшена атомная бомба, разорвавшаяся в 100 метрах от моста, частично его разрушив. Люди, которые в это время переходили мост, мгновенно погибли, на мосту остались их тени. В конце дня развилка рек Ота и Мотоясу была завалена трупами людей.
В сентябре—октябре 1945 года Хиросима пережила ряд наводнений, вызванных тайфунами. Все мосты, связывавшие западную и центральную части города, за исключением моста Айой, были разрушены.
В 1949—1952 гг. администрация города Хиросимы провела работы по восстановлению городской инфраструктуры. Мост Айой был полностью восстановлен. В октябре 1983 г. был проведен капитальный ремонт моста. Часть его старых металлических конструкций поместили в Мемориальный музей мира в Хиросиме.